# Gaio Sallustio Passieno Crispo
Gaio Sallustio Passieno Crispo (in latino Gaius Sallustius Passienus Crispus; ... – 44/47), noto anche come Gaio Sallustio Crispo Passieno, è stato un politico romano, figura di spicco nel corso del I secolo.

## Origini familiari

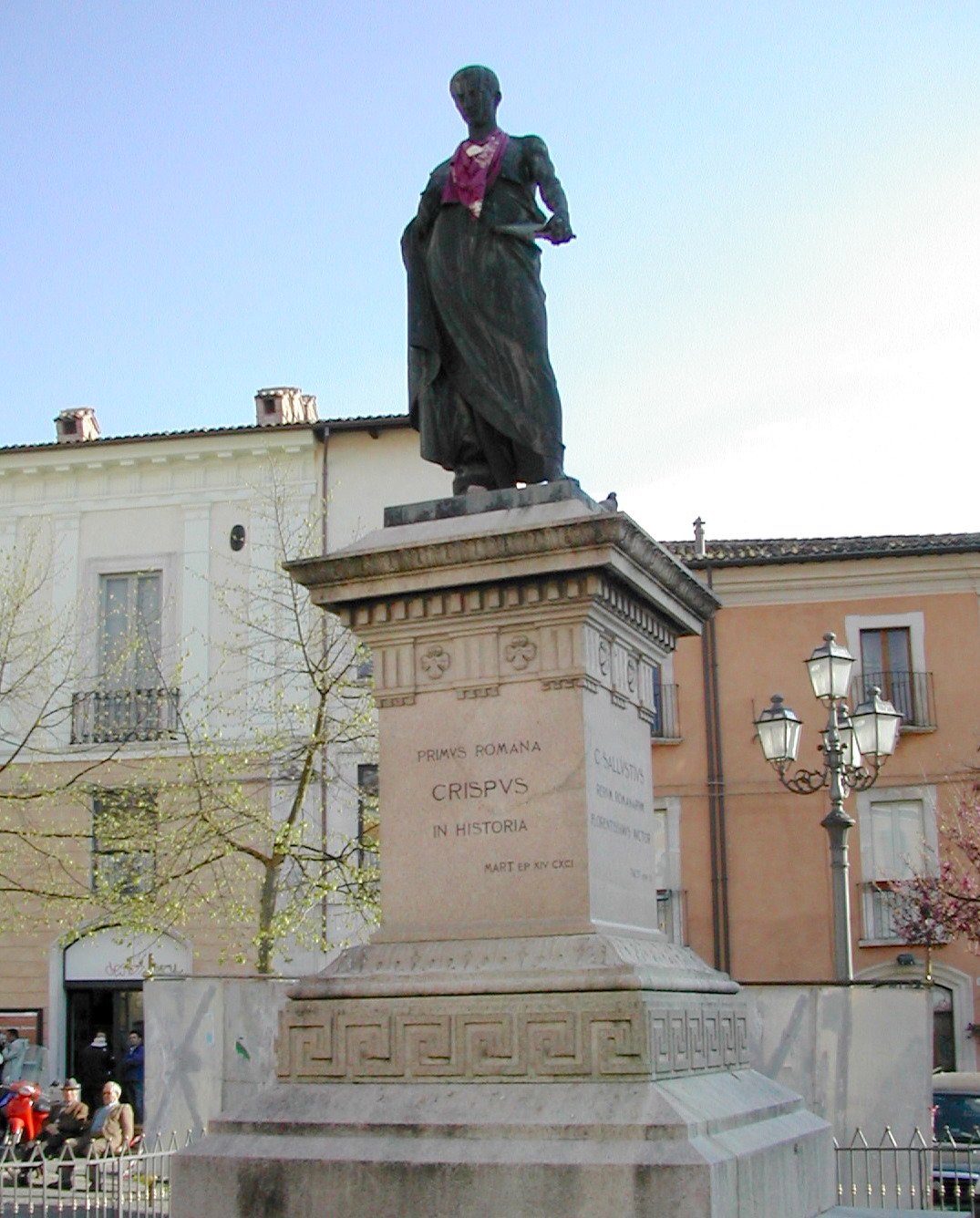
Monumento a Sallustio, nonno adottivo di Passieno (Piazza Palazzo, L'Aquila)

Passieno Crispo era nato da Lucio Passieno Rufo, console nel 4 a.C.; fu in seguito adottato da Gaio Sallustio Crispo, a sua volta adottato dal celebre storiografo Gaio Sallustio Crispo, fratello della nonna biologica.

## Biografia
Passieno fu nominato console suffetto nel 27, sotto il principato di Tiberio. Sposò in prime nozze la nobildonna Domizia maggiore, pronipote dell'imperatore Augusto. All'inizio della sua carriera pronunciò un discorso in Senato, che cominciava con: "Padri coscritti e tu, Cesare", per il quale fu molto lodato da Tiberio.
Nel 41, gli fu chiesto dall'imperatore Claudio di divorziare da sua cugina e sposare la nipote Agrippina minore. Agrippina aveva da poco perso il marito per malattia, era tornata dall'esilio e aveva un figlio piccolo da mantenere. Passieno acconsentì e sposò Agrippina in quello stesso anno. Il suo figliastro fu Lucio Domizio Enobarbo, che più tardi divenne imperatore romano con il nome di Nerone. Nel 42 Passieno partì per l'Asia come proconsole, con al seguito la nuova moglie.

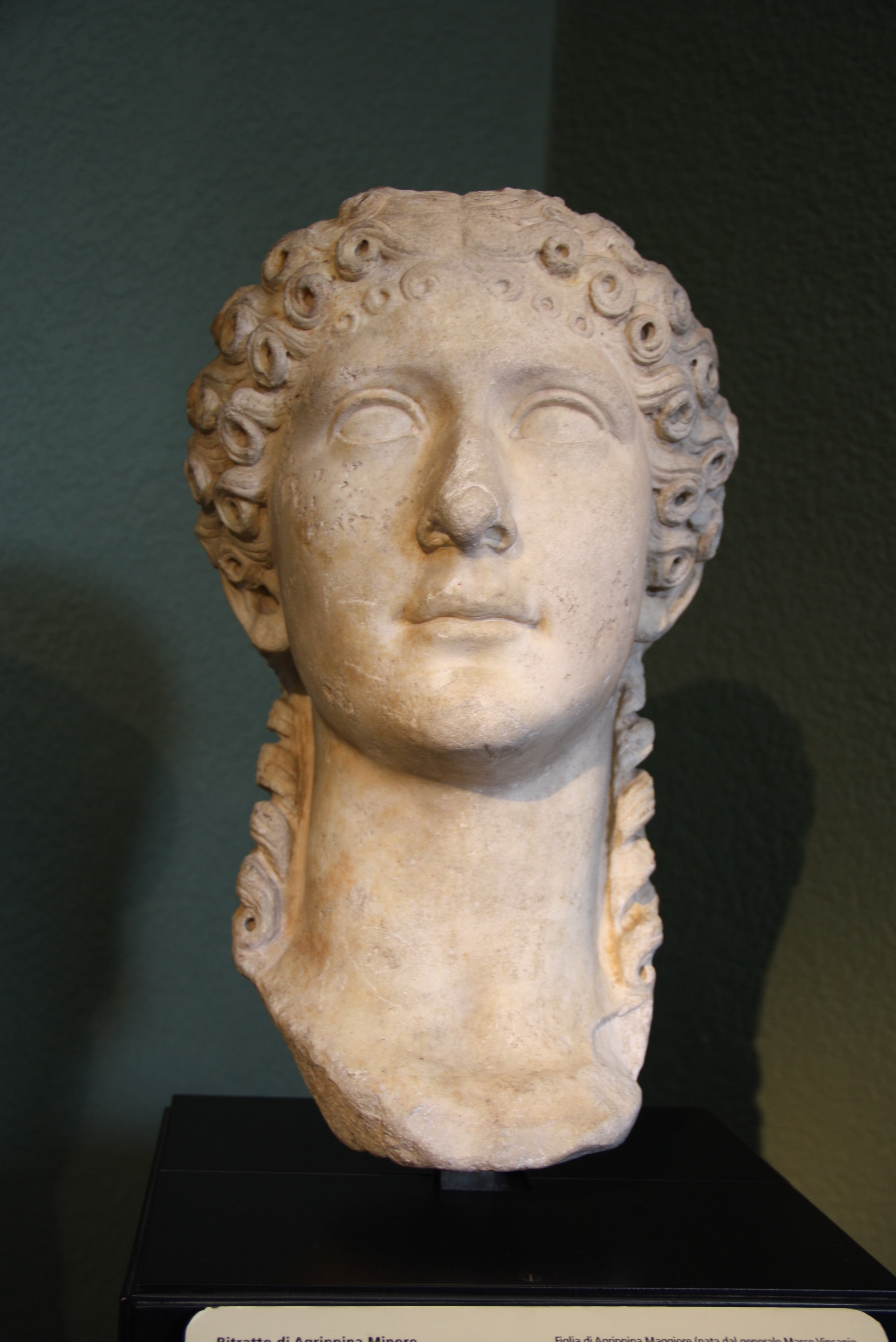
Busto di Agrippina minore, seconda moglie di Passieno (Civico museo archeologico, Milano)

Diventò console per la seconda volta nel 44, solamente con un incarico bimestrale, insieme a Tito Statilio Tauro. Difese molti casi davanti alla corte dei Cento e gli fu eretta una statua nel Foro Romano, davanti alla Basilica Giulia. Passieno morì prima del 47, forse avvelenato dalla moglie.

## Passieno nella cultura
Passieno era una persona intelligente, umile e spiritosa. Divenne famoso per il suo epigramma, che dice:
(Passieno da Tacito, Annales, VI, 20)
Con queste parole fa riferimento all'imperatore Tiberio e al suo erede, Gaio Cesare "Caligola", che prima di diventare imperatore dovette subire le volontà del predecessore.
Un'altra sua frase diventata famosa nella società dell'epoca fu:
(Passieno da Seneca il giovane, De beneficiis, I, 15)
Così lo descrive Seneca il Vecchio:
(Seneca il Vecchio, Controversiae, II, 5.17)